# Domarkas
Domarkas ist ein litauischer männlicher Familienname, abgeleitet von Domas + Mark.

## Weibliche Formen
- Domarkaitė (ledig)
- Domarkienė (verheiratet)

## Namensträger
- Juozas Domarkas (* 1936), Dirigent und Professor
- Rimundas Domarkas (* 1954), Politiker, Bezirksvorsteher
- Tomas Domarkas (* 1977), Politiker,  Mitglied des Seimas
- Vidimantas Domarkas (* 1965), Politiker, Bezirksleiter von Telšiai
- Virginijus Domarkas (* 1960),  Politiker, Seimas-Mitglied
- Vladislavas Domarkas (1939–2016), Radio-Ingenieur, Politiker und Rektor von KPI (KTU)